# Rudolf Schwarzgruber
Rudolf Schwarzgruber (Salisburgo, 12 maggio 1900 – Chernoyerkovskaya, 12 marzo 1943) è stato un alpinista, geografo e insegnante tedesco.

## Biografia
Rudolf Schwarzgruber studiò ginnastica e geografia a Vienna. Dopo aver conseguito con successo l'abilitazione all'insegnamento, insegnò in una scuola superiore a Vienna-Währing. Come geografo si specializzò in glaciologia, ma i suoi lavori scientifici rimasero inediti.
Dal 1934 al 1942 lavorò come primo vicepresidente del Österreichischer Alpenklub. Nel 1934 introdusse Uli Sild all'alpinismo su ghiaccio. Eccellente alpinista, Schwarzgruber si dimostrò particolarmente bravo su terreni combinati roccia-ghiaccio, tanto che nel 1936 partecipò alla spedizione austriaca nel Caucaso.
Nel 1938 guidò la spedizione himalayana Garhwal delle sezioni austriache dell'Associazione alpina tedesca e austriaca (DuÖAV). Nel corso della spedizione durata tre mesi nella regione dell'Uttarakhand, nel nord dell'India, sono state effettuate le prime salite del Bhagirathi II (la vetta settentrionale del Bhagirathi, 6.512 m), del Chandra Parbat (6.728 m) e dello Sri Kailash (6.932 m) nella regione del Gangotri nel nord dell'India  fu realizzato il tratto superiore della navata. I tentativi di raggiungere le vette di Satopanth (7.062 m) e Kedarnath (6.940 m) fallirono. Poiché Schwarzgruber era un entusiasta nazionalsocialista - aderì al NSDAP il 2 ottobre 1931 (numero di iscrizione 611.156)  pianificò la sua partenza per la spedizione in modo da poter prendere parte, a marzo, all'annessione dell'Austria al Reich tedesco, del 1938. Per egli era anche importante che la spedizione fosse una compagine tedesca e non austriaca. Arthur Seyß-Inquart, che fu insediato come cancelliere due giorni prima che l'Austria fosse annessa al Reich tedesco sotto la pressione dei nazionalsocialisti, fu uno dei finanziatori della spedizione.  
Nel 1939 Schwarzgruber iniziò a pianificare una spedizione nell'Hindu Kush, ma ciò non fu più possibile a causa dello scoppio della seconda guerra mondiale.
Quando Adolf Hitler progettò di avanzare attraverso il Caucaso verso i giacimenti petroliferi di Baku come parte dell'"Operazione Edelweiss", Schwarzgruber si offrì volontario per un'unità di fanteria di montagna all'età di 42 anni. Cadde il 12 marzo 1943 vicino a Chernoyerkovskaya nel territorio di Krasnodar. 
Rudolf Schwarzgruber era sposato dal 1935 con Mathilde Wettstein von Westersheim, dalla quale ebbe due figli. Nel 1956 la Blindengasse a Vienna- Favoren prese il suo nome in Schwarzgrubergasse .